# به سوی شکاف
به سوی شکاف (انگلیسی: Into the Breach) یک بازی ویدئویی در سبک استراتژی نوبتی و محصول استودیو مستقل سابست گیمز است که برای مایکروسافت ویندوز، نینتندو سوئیچ، و مک‌اواس در سال ۲۰۱۸، و آوریل ۲۰۲۰ برای سیستم‌عامل لینوکس منتشر شد.